# طريق الشيطان (فلم 2013)
بالإنجليزية: " Devil's Pass " هو فلم رعب أمريكي من إخراج Renny Harlin وكتابة Vikram Weet  اصدر سنة 2013.

## القصة
في عام 1959 ذهب 9 أشخاص في رحلة ترجل وتسلق في جبال الأورال بروسيا. بعد أسبوعين عُثر على جثث هؤلاء التسعة دون أن يدري أي شخصٍ ما حدث لهم. حاول الباحثون والمحققون استكشاف ما حدث لهم دون أي دليلٍ ملموسٍ يخبرهم بطريقة موتهم. يقرر خمسة طلاب من أمريكا السفر لموقع الحادث والمكوث به أملًا منهم في استكشاف ما حدث لهم وكشف النقاب عن الغموض الذي يحيط بالحادثة. تحدث الصدمة عندما يواجهون مواقف وحفنة من التعقيدات تهدد حياتهم.

## طاقم التمثيل[1]
- Luke Albright
- Matt Stokoe
- Holly Goss
- جيما أتكينسون
- ريتشارد ريد

## عن الفلم
```
مدة التشغيل: 100 دقيقة.
[
1
]
```

اللغة: الإنجليزية والروسية.
تم تقييم الفلم على موقع IMDB ب 5,7/10  وحصل على موقع Rotten Tomatoes نسبة 53% 

## روابط خارجية
- مقالات تستعمل روابط فنية بلا صلة مع ويكي بيانات